# Ervy-le-Châtel
Ervy-le-Châtel je francouzská obec v departementu Aube v regionu Grand Est. V roce 2012 zde žilo 1 226 obyvatel.

## Sousední obce
Auxon, Courtaoult, Davrey, Eaux-Puiseaux, Chessy-les-Prés, Montfey, Villeneuve-au-Chemin, Vosnon

## Vývoj počtu obyvatel
Počet obyvatel